# Gemmológia

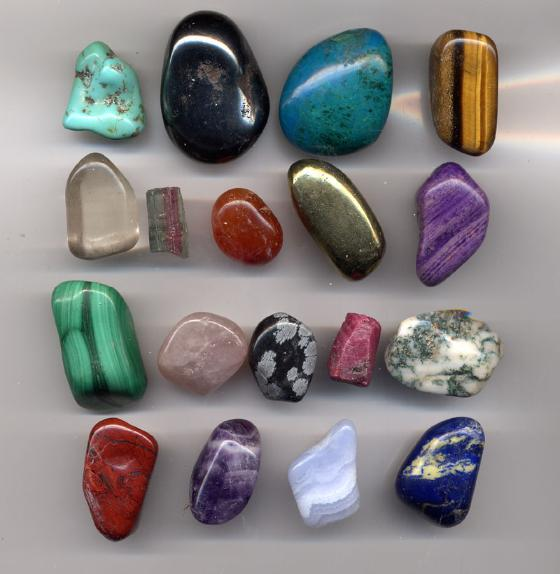
Drágakövek

A gemmológia vagy drágakőtudomány a drágakövek genetikáját (keletkezését), előfordulását, tulajdonságait, meghatározását és felhasználását ásvány- és teleptani alapokon tárgyaló tudomány.

## Fő részei
A drágakőtudomány három fő részre tagolódik: 
- általános drágakőtudományra, ami a drágakövek szerkezeti, kristálytani, kémiai és fizikai tulajdonságainak, genetikájának és teleptani kérdéseinek vizsgálatával, illetve az ehhez szükséges vizsgálati módszerek fejlesztésével foglalkozó tudományág,
- speciális drágakőtudományra, ami a drágakövek, szintetikus kövek és utánzatok egyes fajtáit, változatait leíró tudományág,
- alkalmazott drágakőtudományra, ami a drágakövek felhasználásának gyakorlati kérdéseit, a drágakőhatározást és -vizsgálatot (utóbbi a szintetikus kövektől való megkülönböztetést jelenti) magába foglaló tudományág.

## Szakirodalom
Oberfrank Ferenc, dr. – Rékai Jenő: Drágakövek (Műszaki Könyvkiadó, 1982)
- Canadian Institute of Gemmology – GEMOLOGY WORLD
- Gemology-Links

## Kapcsolódó szakterületek
- ásványtan
- kristálytan
- teleptan
- kőzettan